# Jean-Charles Descubes
brasão
Jean-Charles Marie Descubes (Tonnay-Charente, 7 de fevereiro de 1940) é um clérigo católico romano e arcebispo emérito de Rouen e primaz católico da Normandia.
Depois de estudar teologia em Angers e Paris, Jean-Charles Marie Descubes foi ordenado sacerdote em 3 de julho de 1965 e depois trabalhou como pároco em La Rochelle até 1980. De 1973 a 1989 foi responsável pela formação sacerdotal e formação teológica dos leigos na diocese de La Rochelle, de 1983 a 1989 foi também secretário do escritório nacional francês para a formação sacerdotal. Em 1989 tornou-se vigário geral na diocese de La Rochelle et Saintes, onde permaneceu até sua nomeação como bispo.
O Papa João Paulo II o nomeou Bispo de Agen em 13 de dezembro de 1996. O arcebispo de Bordeaux, Pierre Étienne Louis, cardeal Eyt, o consagrou bispo em 9 de março do ano seguinte; Co-consagradores foram Jacques David, bispo de Évreux, e Sabin-Marie Saint-Gaudens, ex-bispo de Agen. Seu lema é In libertatem vocati.
Em 25 de março de 2004, o Papa João Paulo II o nomeou Arcebispo de Rouen.
Em 10 de julho de 2015, o Papa Francisco aceitou sua aposentadoria por motivos de idade.